# 김동섭 (수집가)
김동섭(1936년 ~ 2019년)은 대한민국의 수집가이다.
시.군 통합전 충주시의회 제2대 의원 역임

## 학력
- 국원고등학교
- 경희대학교 정치외교학과 학사
- 한양대학교 명예 박사??????

## 경력
- 한국운석광물연구소 소장
- 1995~2001 KBS TV쇼 진품명품 감정위원

## 출연작
- 1995~2001 KBS 1TV 《TV쇼 진품명품》

## 도서작
- 2004 《운석도감》